# Morro da Igreja
O morro da Igreja é um morro pertencente ao Parque Nacional de São Joaquim, localizado na divisa entre os municípios catarinenses de Bom Jardim da Serra, Orleans e Urubici.
Com 1 822 m, seu cume é o segundo mais alto de Santa Catarina e o quarto da região Sul do Brasil, atrás do morro da Boa Vista, com 1 824 m, em Santa Catarina, e dos picos Caratuva, com 1,860 m, e Paraná, com 1 877 m, do estado vizinho do Paraná. O morro da Igreja é considerado o ponto habitado mais alto da Região Sul do Brasil.
As instalações do Segundo Centro Integrado de Defesa Aérea e Controle de Tráfego Aéreo (CINDACTA II) da Força Aérea Brasileira (FAB) ficam no topo do morro da Igreja. Dentre estas destaca-se a primeira Estação de Radar Meteorológico (ERM) de Santa Catarina, a uma altitude de 1 808,01 m, cuja missão é a vigilância constante das condições meteorológicas na área de cobertura do equipamento e divulgação das informações obtidas.

## Clima
O morro da Igreja é considerado um dos locais mais frios do Brasil, recebendo grande número de turistas especialmente durante o inverno, quando as temperaturas frequentemente ficam abaixo de zero e ocorre, ocasionalmente, a queda de neve. É o lugar no Brasil com maior propensão a este tipo de precipitação.[carece de fontes?]
Um registro de temperatura não oficial de −17,8 °C, realizado no local em 29 de junho de 1996, foi manchete nacional como a temperatura mais baixa já registrada no Brasil. Contudo, a menor temperatura registrada oficialmente em território brasileiro, −14 °C, ocorreu no município catarinense de Caçador, no alto vale do Rio do Peixe, em 11 de junho de 1952.
Em 2007, o Instituto Nacional de Meteorologia (INMET) instalou uma estação meteorológica automática no alto do Morro da Igreja, a cerca de 1.800 metros de altitude, entrando em operação a partir do dia 17 de junho. A partir do comportamento dos dados obtidos com esta estação, torna-se clara a invalidade do registro de −17,8 °C feito em 1996. Desde o início de operação da estação a menor temperatura registrada no local foi de −7,8 °C em 23 de julho de 2013, durante a passagem de uma forte onda de frio. No dia 21 de agosto de 2020, a temperatura mínima anteriormente citada foi superada por um novo registro de −8,6 °C, sendo também registrada no dia 29 de julho de 2021. A máxima absoluta atingiu 26,7 °C em 4 de fevereiro de 2010.
O maior acumulado de precipitação em 24 horas atingiu 161,2 mm em 4 de maio de 2008. Outros grandes acumulados iguais ou superiores a 100 mm foram 153,6 mm em 4 de dezembro de 2016, 129,2 mm em 4 de janeiro de 2009, 124,2 mm em 12 de maio de 2010, 122,8 mm em 22 de maio de 2010, 118,2 mm em 9 de agosto de 2011, 115,4 mm em 30 de agosto de 2011, 113,4 mm em 21 de setembro de 2013, 108,8 mm em 10 de agosto de 2013, 108,6 mm em 28 de setembro de 2009, 107,4 mm em 2 de fevereiro de 2011, 102,4 mm em 21 de janeiro de 2013 e 101,2 mm em 26 de agosto de 2013. A maior rajada de vento atingiu 44,3 m/s (159,5 km/h) em 14 de julho de 2015.
| Dados climatológicos para Morro da Igreja                                                        | Dados climatológicos para Morro da Igreja | Dados climatológicos para Morro da Igreja | Dados climatológicos para Morro da Igreja | Dados climatológicos para Morro da Igreja | Dados climatológicos para Morro da Igreja | Dados climatológicos para Morro da Igreja | Dados climatológicos para Morro da Igreja | Dados climatológicos para Morro da Igreja | Dados climatológicos para Morro da Igreja | Dados climatológicos para Morro da Igreja | Dados climatológicos para Morro da Igreja | Dados climatológicos para Morro da Igreja | Dados climatológicos para Morro da Igreja |
| Mês                                                                                              | Jan                                       | Fev                                       | Mar                                       | Abr                                       | Mai                                       | Jun                                       | Jul                                       | Ago                                       | Set                                       | Out                                       | Nov                                       | Dez                                       | Ano                                       |
| ------------------------------------------------------------------------------------------------ | ----------------------------------------- | ----------------------------------------- | ----------------------------------------- | ----------------------------------------- | ----------------------------------------- | ----------------------------------------- | ----------------------------------------- | ----------------------------------------- | ----------------------------------------- | ----------------------------------------- | ----------------------------------------- | ----------------------------------------- | ----------------------------------------- |
| Temperatura máxima recorde (°C)                                                                  | 26,2                                      | 26,7                                      | 25                                        | 23                                        | 20,9                                      | 18,9                                      | 20,9                                      | 23,5                                      | 24,3                                      | 25,9                                      | 26,3                                      | 26,1                                      | 26,7                                      |
| Temperatura máxima média (°C)                                                                    | 18,8                                      | 18,8                                      | 17,4                                      | 15,2                                      | 12,7                                      | 11,8                                      | 11,8                                      | 13,3                                      | 14,2                                      | 15,4                                      | 16,4                                      | 18,3                                      | 15,3                                      |
| Temperatura média (°C)                                                                           | 14,4                                      | 14,4                                      | 13                                        | 11,3                                      | 9,2                                       | 8,1                                       | 7,9                                       | 9,1                                       | 10                                        | 11                                        | 11,8                                      | 13,6                                      | 11,2                                      |
| Temperatura mínima média (°C)                                                                    | 11,4                                      | 11,4                                      | 10,1                                      | 8,3                                       | 6,4                                       | 5                                         | 4,9                                       | 5,6                                       | 6                                         | 7,4                                       | 8,3                                       | 10,3                                      | 7,9                                       |
| Temperatura mínima recorde (°C)                                                                  | 4,2                                       | 4,2                                       | −1,1                                      | −3,6                                      | −2,8                                      | −7,5                                      | −8,6                                      | −8,6                                      | −5,6                                      | −1,2                                      | 0,4                                       | 1,1                                       | −8,6                                      |
| Precipitação (mm)                                                                                | 419,4                                     | 291,1                                     | 261,8                                     | 193,2                                     | 223,2                                     | 153,5                                     | 170,5                                     | 231                                       | 225,7                                     | 234,6                                     | 223,7                                     | 302                                       | 2 945,6                                   |
| Fonte: Instituto Nacional de Meteorologia (INMET) (recordes de temperatura: 17/06/2007-presente) |                                           |                                           |                                           |                                           |                                           |                                           |                                           |                                           |                                           |                                           |                                           |                                           |                                           |